# Смурфи

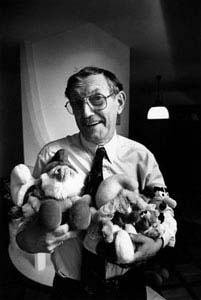
Художник Пейо та смурфи

Смурфи (англ. The Smurfs), відомі також під назвами смерфи, штрумфи, штрумпфи (фр. Les Schtroumpfs) — істоти, придумані і намальовані бельгійським художником П'єром Кюлліфором (фр. Pierre Culliford), що працював під псевдонімом Пейо (Peyo). Вперше світ побачив смурфів у журналі коміксів «Le Journal de Spirou» 23 жовтня 1958 року, в 1980-х почав випускатися анімаційний серіал «Smurfs», саме тоді в англомовному світі стався сплеск популярності цих маленьких істот. В Україні смурфи відомі з польського ТБ в 80х роках та, завдяки іграшкам з шоколадних яєць кіндер-сюрприз[джерело?]. У 2016 р. видавництво «Ірбіс Комікси» переклало українською по ліцензії перший том відомої серії коміксів про смурфів «Чорні смурфи» та планує видати подальші томи.

## Смурфи ікнига рекордів Гіннеса
Стівен Паркс (з Великої Британії) почав збирати смурфів ще в дитинстві і відтоді не зупинявся. На 28 січня 2010 року його колекція досягла 1061 штук, включаючи фігурки різдвяних і великодніх смурфів, а також смурфів в історичних костюмах.
На березень 2011 року колекція Андреаса Шюссера (Німеччина) налічувала 3173 різних смурфів. Збирати фігурки смурфів Андреас почав у 2000 році.
18 липня 2008 на вулицях ірландського міста Кастлеблейні зібралося 1253 людей у костюмах смурфів — наймасовіший флешмоб людей в образі смурфів.

## Всесвітній день смурфів
25 червня 2011 відбувся Всесвітній день смурфів. Акція була приурочена до дня народження творця казкових героїв, бельгійського художника Пейо (25 червня йому виповнилося б 83 роки), і виходу фільму «Смурфики» на великому екрані 11 серпня 2011 року.
У рамках «Всесвітнього дня смурфів» всіх шанувальників робіт Пейо зі всього світу запросили на смурфозаходи, щоб, серед іншого, встановити новий світовий рекорд в «Книзі рекордів Гіннеса»: найчисленніша група людей в костюмах смурфів за одну добу. Захід проходив одночасно в десятці країн.
Щоб увійти в «Книгу рекордів Гіннеса», необхідно було зібрати не менше 2510 смурфіки в 12 містах світу, а щоб стати смурфіком, учасникам заходу необхідно було переодягнутися у відповідний смурфострій: білу смурфошапочку, білі штани і черевики, блакитні футболки, а також загримуватися синіми.
Міста-учасники акції «Всесвітнього дня смурфіки»: Брюссель (Бельгія), Афіни (Греція), Гаага (Голландія), Дублін (Ірландія), Мехіко (Мексика), Панама-Сіті (Панама), Варшава (Польща), Йоганнесбург (ПАР).